# Административно-территориальное деление Липецкой области

## Административно-территориальное устройство

Схема административного деления Липецкой области

Административно-территориальное устройство Липецкой области — территориальная организация области, устанавливаемая посредством деления территории области на её составные части: административно-территориальные единицы и населённые пункты. Современное административно-территориальное устройство установлено областным законом от 28 апреля 2010 года № 382-ОЗ.
Административно-территориальные единицы в Липецкой области подразделяются на следующие виды (в количестве):
1. районы (18);
2. города областного подчинения (2);
3. города районного подчинения (6) ;
4. сельсоветы (286).

В составе сельсоветов/сельских поселений находится 1598 населённых пунктов.
Административный центр области — город Липецк.

## Муниципальное устройство
Муниципальное устройство Липецкой области установлено областным законом от 2 июля 2004 года № 114-ОЗ «О наделении муниципальных образований в Липецкой области статусом городского округа, муниципального района, городского и сельского поселения» в соответствии с Федеральным законом от 6 октября 2003 года № 131-ФЗ «Об общих принципах организации местного самоуправления в Российской Федерации».
| год                         | год                 | 2008 | 2009 | 2010 | 2011 | 2012 | 2013 | 2014 | 2015 | 2016 | 2017 | 2018 | 2019 |
| район                       | муниципальный район | 18   | 18   | 18   | 18   | 18   | 18   | 18   | 18   | 18   | 18   | 18   | 18   |
| город областного подчинения | городской округ     | 2    | 2    | 2    | 2    | 2    | 2    | 2    | 2    | 2    | 2    | 2    | 2    |
| город районного подчинения  | городское поселение | 6    | 6    | 6    | 6    | 6    | 6    | 6    | 6    | 6    | 6    | 6    | 6    |
| сельсовет                   | сельское поселение  | 305  | 302  | 299  | 299  | 289  | 289  | 289  |      | 288  | 287  | 287  | 286  |
| всего                       | всего               | 331  | 328  | 325  | 325  | 315  | 315  | 315  |      | 314  | 313  | 313  | 312  |

## Районы и города областного подчинения (городские округа)
| №         | Флаг | Герб | Название                                        | Админ. центр     | Площадь, км² | Население, чел. (2021 г.) | Плотность населения, чел/км² | Код ОКАТО |
| --------- | ---- | ---- | ----------------------------------------------- | ---------------- | ------------ | ------------------------- | ---------------------------- | --------- |
| 1e-06     |      |      | Районы (муниципальные районы)                   |                  |              |                           |                              |           |
| 1         |      |      | Воловский район                                 | с. Волово        | 796          | ↗12 852                   | 16,3                         | 42 203    |
| 2         |      |      | Грязинский район                                | г. Грязи         | 1440         | ↘77 637                   | 54,4                         | 42 206    |
| 3         |      |      | Данковский район                                | г. Данков        | 1895         | ↗33 271                   | 17,0                         | 42 209    |
| 4         |      |      | Добринский район                                | пос. Добринка    | 1680         | ↘33 256                   | 21,0                         | 42 212    |
| 5         |      |      | Добровский район                                | с. Доброе        | 1315         | ↗26 837                   | 17,9                         | 42 212    |
| 6         |      |      | Долгоруковский район                            | с. Долгоруково   | 990          | ↘16 126                   | 17,5                         | 42 218    |
| 7         |      |      | Елецкий район                                   | г. Елец          | 1185         | ↗29 331                   | 24,7                         | 42 221    |
| 8         |      |      | Задонский район                                 | г. Задонск       | 1503         | ↘34 408                   | 23,3                         | 42 224    |
| 9         |      |      | Измалковский район                              | с. Измалково     | 1130         | ↘15 209                   | 14,6                         | 42 227    |
| 10        |      |      | Краснинский район                               | с. Красное       | 980          | ↗13 374                   | 13,1                         | 42 230    |
| 11        |      |      | Лебедянский район                               | г. Лебедянь      | 1420         | ↗40 686                   | 28,7                         | 42 233    |
| 12        |      |      | Лев-Толстовский район                           | пос. Лев Толстой | 970          | ↗16 850                   | 17,3                         | 42 236    |
| 13        |      |      | Липецкий район                                  | г. Липецк        | 1510         | ↗59 655                   | 33,2                         | 42 240    |
| 14        |      |      | Становлянский район                             | с. Становое      | 1350         | ↘16 702                   | 13,3                         | 42 242    |
| 15        |      |      | Тербунский район                                | с. Тербуны       | 1170         | ↘20 837                   | 19,0                         | 42 245    |
| 16        |      |      | Усманский район                                 | г. Усмань        | 1910         | ↘50 166                   | 26,4                         | 42 248    |
| 17        |      |      | Хлевенский район                                | с. Хлевное       | 910          | ↘19 213                   | 21,2                         | 42 252    |
| 18        |      |      | Чаплыгинский район                              | г. Чаплыгин      | 1520         | ↗30 536                   | 20,3                         | 42 256    |
| 18.000002 |      |      | Города областного подчинения (городские округа) |                  |              |                           |                              |           |
| 19        |      |      | город Елец                                      | г. Елец          | 71           | ↘93 761                   | 1491,2                       | 42 415    |
| 20        |      |      | город Липецк                                    | г. Липецк        | 330          | ↘483 040                  | 1544,8                       | 42 401    |

## Сельсоветы (поселения)

### Воловский район
Воловский район включает в себя:
- 15 сельсоветов (сельских поселений)
- 77 сельских населённых пунктов

| Сельсовет (поселение) | Код ОКАТО  | Число населённых пунктов | Административный центр | Населённые пункты |
| --------------------- | ---------- | ------------------------ | ---------------------- | --- |
| Большеивановский      | 42 203 804 | 3                        | Большая Ивановка       | с. Большая Ивановка, д. Багровка, д. Сапрон |
| Большовский           | 42 203 808 | 2                        | Нижнее Большое         | с. Нижнее Большое, с. Вышнее Большое |
| Васильевский          | 42 203 811 | 2                        | Васильевка             | с. Васильевка, д. Зелёный Луг |
| Верхнечесноченский    | 42 203 812 | 11                       | Нижнее Чесночное       | с. Нижнее Чесночное, д. Бацевка, д. Большовские Выселки, д. Верхнее Чесночное, п. Воловский Первый, п. Воловский Второй, д. Куликовка, д. Малая Горчаковка, д. Предтечевка, д. Сергеевка, п. Южный |
| Воловский             | 42 203 816 | 2                        | Волово                 | с. Волово, д. Воловские Выселки |
| Воловчинский          | 42 203 820 | 3                        | Воловчик               | с.Воловчик, д. Кшень, п. Новый |
| Гатищенский           | 42 203 824 | 2                        | Гатище                 | с. Гатище, с. Пикалово |
| Замарайский           | 42 203 826 | 7                        | Замарайка              | с. Замарайка, д. Вислый Колодезь, д. Воронцовка, д. Елизаветинка, п. Красный Луч, д. Петровское, с. Турчаново                                                                                      |
| Захаровский           | 42 203 828 | 7                        | Захаровка              | с. Захаровка, д. Александровка, д. Алексеевка, д. Алексеевка Вторая, д. Большая Вершина, д. Натальевка, д. Новая Слободка                                                                          |
| Липовский             | 42 203 836 | 7                        | Липовец                | с. Липовец, д. Емильевка, п. Красный Уголок, д. Новопавловка, д. Малый Липовчик, д. Самарино, п. Северный                                                                                          |
| Ломигорский           | 42 203 836 | 5                        | Мишино                 | с. Ломигоры, д. Казанка, д. Калиновка, д. Маково, д. Мишино |
| Набережанский         | 42 203 840 | 9                        | Набережное             | с. Набережное, д. Воздвиженка, д. Грачёвка, д. Княжная, д. Литвиновка, д. Набережанские Выселки, д. Никольское, д. Ольховатка, д. Семёновка                                                        |
| Ожогинский            | 42 203 844 | 8                        | Ивановка               | д. Ивановка, д. Большовка, д. Володаровка, д. Измалкова, п. Ленина, д. Никольское, д. Новоселки, с.Ожога                                                                                           |
| Спасский              | 42 203 848 | 5                        | Казаково               | с. Казаково, д. Новоалексеевка, д. Богданова, д. Ефимовка, с. Спасское |
| Юрской                | 42 203 855 | 4                        | Юрское                 | с.Юрское, д. Дробышево, с. Хитрово, д. Юрские Дворы |

### Грязинский район
Грязинский район включает в себя:
- 1 город районного подчинения (городское поселение)
- 16 сельсоветов (сельских поселений)
- 63 населённых пункта

| Сельсовет (поселение) | Код ОКАТО  | Число населённых пунктов | Административный центр | Населённые пункты                                                                                              |
| --------------------- | ---------- | ------------------------ | ---------------------- | --- |
| город Грязи           | 42 206 501 | 1                        | Грязи                  | г.Грязи |
| Большесамовецкий      | 42 206 804 | 2                        | Большой Самовец        | с. Большой Самовец, с. Каменное                                                                                |
| Бутырский             | 42 206 808 | 1                        | Бутырки                | с. Бутырки |
| Верхнетелелюйский     | 42 206 812 | 4                        | Верхний Телелюй        | с. Верхний Телелюй, д. Александровка, д. Березовка, д. Виноградовка                                            |
| Грязинский            | 42 206 816 | 3                        | Песковатский           | п. Песковатский, п. Волгоэлектросетьстрой, д. Ермаковка                                                        |
| Двуреченский          | 42 206 820 | 2                        | Двуречки               | с.Двуречки, п. Первомайский                                                                                    |
| Казинский             | 42 206 824 | 1                        | Казинка                | с. Казинка |
| Карамышевский         | 42 206 828 | 4                        | Карамышево             | с. Карамышево, х. Бахаев, х. Семиколенов, д. Яковлевка (нежил.), с. Ямань                                      |
| Княжебайгорский       | 42 206 832 | 4                        | Княжая Байгора         | с. Княжая Байгора, д. Кубань, п. Роза, п. ст. Байгора                                                          |
| Коробовский           | 42 206 836 | 5                        | Коробовка              | с. Коробовка, д. Дебри, д. Демшинка, п. Красное Знамя, с. Падворки                                             |
| Кузовский             | 42 206 840 | 7                        | Синявка                | с. Синявка, д. Александровка, д. Зейделевка, д. Красногорка, д. Красные Выселки, с. Кузовка, п. Светлая Поляна |
| Петровский            | 42 206 844 | 7                        | Петровка               | с. Петровка, с. Аннино, с.Верхняя Лукавка, д. Зейделевка, д. Колоусовка, д. Колыбеловка, с.Средняя Лукавка     |
| Плехановский          | 42 206 848 | 3                        | Плеханово              | с. Плеханово, с.Головщино, д. Гудаловка                                                                        |
| Сошкинский            | 42 206 852 | 2                        | Сошки                  | с. Сошки, п. Красный Луч                                                                                       |
| Телелюйский           | 42 206 860 | 6                        | Прибытковский          | п.Прибытковский, д. Дубрава, п. Красная Дубрава, д. Макрушина, Прибытково, с.Телелюй                           |
| Фащёвский             | 42 206 864 | 7                        | Фащевка                | с. Фащевка, д. Дурасовка, д. Писаревка, д.Подлякино, д. Прудки, п. Садовый, д. Соломоновка                     |
| Ярлуковский           | 42 206 868 | 2                        | Ярлуково               | с. Ярлуково, с.Малей                                                                                           |

### Данковский район
Данковский район включает в себя 23 муниципальных образования:
- 1 город районного подчинения (городское поселение)
- 14 сельсоветов (сельских поселений)
- 149 населённых пунктов

| Сельсовет (поселение) | Код ОКАТО  | Число населённых пунктов | Административный центр | Населённые пункты |
| --------------------- | ---------- | ------------------------ | ---------------------- | --- |
| город Данков          | 42 209 501 | 1                        | Данков                 | Данков |
| Баловнёвский          | 42 209 808 | 14                       | Баловнёво              | с. Баловнёво, д. Барановка, д. Брусы, д. Зашево, д. Плехотино, д. Реневка, д. Секирино, с. Хрущёво-Подлесное, д. Алексеевские Выселки, д. Знаменская, с. Спешнево-Подлесное, с. Телепнево, с. Зверево, д. Ларионовка |
| Берёзовский           | 42 209 816 | 12                       | Березовка              | с. Березовка, д. Александровка, д. Баловинки, д. Вязовенка, п. Зубовский, д. Новая, д. Осиновые Прудки, с. Ивановка, д. Исленьево, с. Колодези, д. Крюковка, д. Новотроицкое |
| Бигильдинский         | 42 209 820 | 13                       | Бигильдино             | с. Бигильдино, д. Ашанино, п. Восток, д. Вихровка, п. Заполянский, д. Масловка, д. Медведчино, с. Никольское, с. Долгое, д. Колодези, д. Красная Заря, д. Нижняя Павловка, с. Стрешнево |
| Воскресенский         | 42 209 824 | 29                       | Воскресенское          | с. Воскресенское, п. Алексеевский, с. Долгое, д. Камынино, с. Орловка, д. Плоское, д. Прудки, д. Скородное, д. Стребки, с. Хорошие Воды, с. Авдулово, с. Греково, д. Гусевка, д. Знаменка, д. Левашовка, д. Первовка, д. Писарево, д. Подосинки, с. Плахово, д. Алексеевка, д. Гудино, д. Криволучье, д. Красное, д. Николаевка, д. Петропавловка, д. Покровка, д. Слободка, д. Соколовка, д. Ушаковка, д. Маринки, д. Огарёво |
| Кудрявщинский         | 42 209 844 | 7                        | Кудрявщино             | с. Кудрявщино, д. Бибиково, д. Гугуевка, с. Еропкино, д. Лобачи, д. Раевщино, д. Скачиловка |
| Малинковский          | 42 209 848 | 8                        | Малинки                | с. Малинки, д. Берёзовые Выселки, п. Мирный, п. Плоский, с. Покровское, Политово, д. Требунские Выселки д. Щегловка |
| Новоникольский        | 42 209 852 | 3                        | Новоникольское         | с. Новоникольское, д. Репцы, с. Сугробы |
| Октябрьский           | 42 209 860 | 7                        | Воскресенское          | с. Воскресенское, д. Пеньки, д. Рыхотка, д. Спешнево, д. Хитровские Прудки |
| Перехвальский         | 42 209 864 | 7                        | Перехваль              | с. Перехваль, д. Зашевские Выселки, п. Красный Луч, д. Кутуково, д. Павловка, д. Перехвальские Выселки, д. Сутупово |
| Полибинский           | 42 209 872 | 8                        | Полибино               | с. Полибино, д. Бегичево, д. Верхняя Павловка, с. Дубки, д. Катараево, д. Нелядино, п. Садовый, с. Хитрово |
| Спешнево-Ивановский   | 42 209 876 | 28                       | Спешнево-Ивановское    | с. Спешнево-Ивановское, с. Бревенное, д. Вислая, д. Городки, д. Жуково, п. Пролетарский, д. Ступино, д. Хвощевка, с. Яхонтово, с. Барятино, с. Головинщино, д. Измайловка, д. Инихово, д. Лобанки, д. Новики, п. Новопетровский, д. Рожки, д. Секирино, д. Тужилки, д. Хонино, д. Хрущёвка, с. Ярославы, д. Апраксино, д. Натальино, с. Одоевщино, д. Ольгино, п. Петровский, д. Ильинка                                       |
| Тепловский            | 42 209 882 | 3                        | Теплое                 | с. Теплое, д. Кобяково, с. Круглое |
| Требунский            | 42 209 885 | 2                        | Требунки               | с. Требунки, п. Янушево |
| Ягодновский           | 42 209 892 | 7                        | Ягодное                | с. Ягодное, д. Арсеновка, с. Гагарино, с. Избищи, д. Каменка, д. Сазоновка, д. Ханеевка |

Законом Липецкой области от 24 декабря 2010 года № 459-ОЗ, с 11 января 2011 года объединены сельские поселения:
- Хрущёвский, Телепневский и Баловнёвский сельсоветы в сельское поселение Баловнёвский сельсовет;
- Берёзовский и Ивановский сельсоветы в сельское поселение Берёзовский сельсовет;
- Бигильдинский и Долговский сельсоветы в сельское поселение Бигильдинский сельсовет;
- Воскресенский, Авдуловский и Плаховский сельсоветы в сельское поселение Воскресенский сельсовет;
- Спешнево-Ивановский, Одоевский и Барятинский сельсоветы в Спешнево-Ивановский сельсовет.

### Добринский район
Район включает в себя:
- 18 сельсоветов (сельских поселений)
- 116 сельских населённых пунктов

| Сельсовет (поселение) | Код ОКАТО  | Число населённых пунктов | Административный центр | Населённые пункты |
| --------------------- | ---------- | ------------------------ | ---------------------- | --- |
| Березнеговатский      | 42 212 804 | 10                       | Березнеговатка         | с. Березнеговатка, д. Бредихино, с. Лебедянка, д. Студенка, д. Ярлуково, д. Георгиевка, д. Белоносовка, д. Бредихины Отруба, д. Данковка, д. Матвеевка              |
| Богородицкий          | 42 212 808 | 5                        | Богородицкое           | с. Богородицкое, п/ст. Плавица, д. Благодать, д. Ольговка, п. Пролетарий                                                                                            |
| Верхнематренский      | 42 212 812 | 8                        | Верхняя Матрёнка       | с. Верхняя Матрёнка, д. Березовка, д. Воля, д. Ландышевка, д. Малая Матрёнка, д. Новая, д. Плоская Вершина, с. Приозёрное                                           |
| Демшинский            | 42 212 820 | 5                        | Дёмшинка               | с. Дёмшинка, д. 1-я Александровка, д. Большие Отрожки, д. Наливкино, д. Панино-Липецкое                                                                             |
| Добринский            | 42 212 551 | 10                       | Добринка               | п. Добринка, д. Воскресеновка, д. Фёдоровка, п. Кооператор, п. Брянский, д. Киншино, д. Наливкино, д. Никанорово, с. Сафоново, д. Скучаи                            |
| Дубовской             | 42 212 824 | 7                        | Дубовое                | с. Дубовое, с. Ивановка, п. Новый Свет, д. Садовая, д. Сергеевка, д. Софьино, д. Фоновка (нежил.), с. Хворостянка                                                   |
| Дуровский             | 42 212 828 | 5                        | Дурово                 | с. Дурово, д. Востряковка, д. Натальино, д. Нижнематрёнские Выселки, с. Отскочное                                                                                   |
| Каверинский           | 42 212 832 | 4                        | Паршиновка             | с. Паршиновка, д. Алексеевка, д. Петровка, с. Ровенка |
| Мазейский             | 42 212 836 | 5                        | Мазейка                | с. Мазейка, д. 2-я Александровка, д. Заря, д. Поддубровка, д. Сошки-Кривки                                                                                          |
| Нижнематренский       | 42 212 840 | 4                        | Нижняя Матренка        | с. Нижняя Матренка, д. Красная Рада, д. Курлыковка, с. Ольховка |
| Новочеркутинский      | 42 212 844 | 4                        | Новочеркутино          | с. Новочеркутино, с. Александровка, д. Архиповка, д. Сомовка |
| Павловский            | 42 212 848 | 7                        | Павловка               | с. Павловка, д. Георгиевка, д. Евлановка, п. им. Ильича, д. Кочегуровка, д. Кочетовка, д. Смеловка                                                                  |
| Петровский            | 42 212 852 | 7                        | Петровский             | п. Петровский, д. Николаевка, с. Новопетровка, д. Покровка, п. Политотдел, д. Ржавец, с. Среднее                                                                    |
| Пушкинский            | 42 212 856 | 6                        | Пушкино                | с. Пушкино, с. Большая Отрада, д. Веселовка, д. Заря, д. Малая Отрада, д. Слава                                                                                     |
| Среднематренский      | 42 212 864 | 6                        | Средняя Матрёнка       | с. Средняя Матрёнка, д. Александровка, д. Асташевка, д. Елизаветинка, д. Коновка, д. Никольское Второе                                                              |
| Талицкий              | 42 212 868 | 4                        | Талицкий Чамлык        | с. Талицкий Чамлык, д. Забитюжье, д. Московка, с. Чамлык-Никольское                                                                                                 |
| Тихвинский            | 42 212 872 | 11                       | Большая Плавица        | д. Большая Плавица, д. Алексеевка, д. Андреевка, д. Аничково, с. Боровское, д. Малая Плавица, д. Никольское 2-е, д. Петровка, д. Покровка, д. Русаново, с. Тихвинка |
| Хворостянский         | 42 212 876 | 7                        | Хворостянка            | Хворостянка, д. Казельки, с. Никольское, д. Новая Жизнь, д. Ольшанка, с. Подворские Выселки, с. Салтычки                                                            |

Законом Липецкой области от 25 мая 2009 года № 273-ОЗ сельские поселения Березнеговатский и Георгиевский сельсоветы объединены с 10 июня 2009 года в сельское поселение Березнеговатский сельсовет.
Законом Липецкой области от 13 мая 2014 года № 281-ОЗ сельские поселения Добринский и Сафоновский сельсоветы объединены с 12 мая 2014 года в сельское поселение Добринский сельсовет.
Законом Липецкой области от 16 ноября 2016 года № 18-ОЗ сельские поселения Новочеркутинский и Павловский сельсоветы объединены с 1 декабря 2016 года в сельское поселение Новочеркутинский сельсовет.

### Добровский район
Район включает в себя:
- 17 сельсоветов (сельских поселений)
- 44 сельских населённых пункта

| Сельсовет (поселение) | Код ОКАТО  | Число населённых пунктов | Административный центр | Населённые пункты                                                            |
| --------------------- | ---------- | ------------------------ | ---------------------- | ---------------------------------------------------------------------------- |
| Больше-Хомутецкий     | 42 215 804 | 3                        | Большой Хомутец        | с.Большой Хомутец, с. Лебяжье, с. Чечеры                                     |
| Борисовский           | 42 215 808 | 3                        | Борисовка              | с. Борисовка, с. Липовка, п. Малоозерский                                    |
| Волченский            | 42 215 812 | 2                        | Волчье                 | с. Волчье, п. Победа                                                         |
| Добровский            | 42 215 816 | 4                        | Доброе                 | с. Доброе, п. Заводской, п. Зарницы, п. Нейманский                           |
| Екатериновский        | 42 215 820 | 3                        | Екатериновка           | с. Екатериновка, с. Большие Хомяки, с. Никольское                            |
| Замартыновский        | 42 215 824 | 2                        | Замартынье             | с.Замартынье, д. Новоселье                                                   |
| Каликинский           | 42 215 828 | 6                        | Каликино               | с. Каликино, с. Гудово, п.Густый, п.Гудбок, п. Дальний, п.Фильцы             |
| Коренёвщинский        | 42 215 832 | 4                        | Коренёвщино            | с. Коренёвщино, с. Горицы, с.Капитанщино, д. Николаевка                      |
| Кривецкий             | 42 215 836 | 5                        | Кривец                 | с. Кривец, д. Верещагино (Андреевка), д. Кувязево, д. Леденевка, п.Лядовский |
| Крутовский            | 42 215 840 | 2                        | Крутое                 | с. Крутое, с.Делеховое                                                       |
| Махоновский           | 42 215 847 | 1                        | Махоново               | с.Махоново                                                                   |
| Панинский             | 42 215 852 | 4                        | Панино                 | с. Панино, с. Богородицкое, с.Малый Хомутец, с. Филатовка                    |
| Поройский             | 42 215 854 | 1                        | Порой                  | с. Порой                                                                     |
| Преображенский        | 42 215 856 | 1                        | Преображеновка         | с. Преображеновка                                                            |
| Путятинский           | 42 215 860 | 1                        | Путятино               | с. Путятино                                                                  |
| Ратчинский            | 42 215 864 | 1                        | Ратчино                | с. Ратчино                                                                   |
| Трубетчинский         | 42 215 868 | 1                        | Трубетчино             | с. Трубетчино                                                                |

### Долгоруковский район
Район включает в себя:
- 14 сельсоветов (сельских поселений)
- 97 сельских населённых пунктов

| Сельсовет (поселение) | Код ОКАТО  | Число населённых пунктов | Административный центр | Населённые пункты |
| --------------------- | ---------- | ------------------------ | ---------------------- | --- |
| Большебоевский        | 42 218 804 | 8                        | Большая Боевка         | с. Большая Боевка, д. Жемчужникова, д. Зыбинка, д. Марьина, д. Михайловка, п. Плоты, д. Сидоровка, д. Сухаревка |
| Верхнеломовецкий      | 42 218 808 | 3                        | Верхний Ломовец        | с. Верхний Ломовец, с. Нижний Ломовец, д. Сновская |
| Веселовский           | 42 218 812 | 7                        | Весёлая                | д. Весёлая, д. Белый Конь, д. Заречная, д. Каменка, д. Николаевка, с. Новотроицкое, д. Овечьи Воды |
| Войсковоказинский     | 42 218 816 | 5                        | Войсковая Казинка      | с. Войсковая Казинка, д. Знаменка, д. Лобовка, д. Лутовка, д. Русская Казинка |
| Вязовицкий            | 42 218 820 | 2                        | Вязовое                | с. Вязовое, с. Сухой Ольшанец |
| Грызловский           | 42 218 824 | 10                       | Грызлово               | с. Грызлово, д. Выголка, д. Ермолово, д. Котово, д. Маховщина, д. Набережная Первая, д. Набережная Вторая, д. Рог, с. Стрелец, д. Хитрово                                                                                                |
| Долгоруковский        | 42 218 828 | 16                       | Долгоруково            | с. Долгоруково, д. Анненка, с. Братовщина, д. Екатериновка, д. Ивановка, д. Ильинка, д. Колединовка, д. Кочетовка, с. Красное, д. Молодовка, д. Надеждино, х. Новопетровский, д. Пашинино, п. Полевой, п. Тимирязевский, д. Харламовка   |
| Долгушинский          | 42 218 830 | 3                        | Долгуша                | с. Долгуша, д. Александровка, д. Карташовка |
| Дубовецкий            | 42 218 832 | 8                        | Дубовец                | с. Дубовец, х. Бакеевский, д. Богатые Плоты, д. Гущин Колодезь, п. Дубовецкий, д. Красная, д. Красотыновка, д. Ольшанка |
| Жерновский            | 42 218 836 | 9                        | Жерновное              | с.Жерновное, д. Бурелом, д. Вороновка, д. Гринёвка, д. Исаевка, д. Озерки, д. Сергиевка 2-я, д. Тёпленькая Первая, д. Царевка |
| Меньшеколодезский     | 42 218 840 | 13                       | Меньшой Колодезь       | с. Меньшой Колодезь, д. Большой Колодезь, д. Дмитриевка Первая, д. Елизаветовка, д. Жемчужникова, д. Ивановка Вторая, д. Изубриевка Первая, д. Изубриевка Вторая, п. Красный Луч, п. Михайловский, д. Новинка, д. Сергиевка 1-я, п. Суры |
| Свишенский            | 42 218 844 | 6                        | Свишни                 | с.Свишни, д. Агарково, д. Ильинка, д. Липовка, д. Нестеровка, д. Троицкое |
| Слепухинский          | 42 218 848 | 2                        | Слепуха                | с. Слепуха, д. Тепленькая Вторая |
| Стегаловский          | 42 218 852 | 5                        | Стегаловка             | с.Стегаловка, д. Грибоедово, п. Красное Утро, д. Орановка, д. Петровка |

### Елецкий район
Елецкий район включает в себя:
- 15 сельсоветов (сельских поселений)
- 97 сельских населённых пунктов

| Сельсовет (поселение) | Код ОКАТО  | Число населённых пунктов | Административный центр | Населённые пункты |
| --------------------- | ---------- | ------------------------ | ---------------------- | --- |
| Архангельский         | 42 221 804 | 11                       | Солидарность           | п. Солидарность, д. Аленка, с. Архангельское, д. Буевка, д. Голубевка, д. Ивлевка, д. Кожуховка, д. Комбаровка, д. Николаевка, с. Новый Ольшанец, д. Сахаровка |
| Большеизвальский      | 42 221 808 | 3                        | Большие Извалы         | с.Большие Извалы, д. Екатериновка, д.Малые Извалы |
| Волчанский            | 42 221 812 | 11                       | Маяк                   | п. Маяк, с. Волчье, д. Глушица, с. Долгое, с. Крутое, д. Марчуки, с. Рябинки, д. Свидеровка, д. Слободка, д. Урывки, д. Хмелевое                               |
| Воронецкий            | 42 221 816 | 8                        | Воронец                | с. Воронец, д. Большая Александровка, д. Быковка, д. Красный Хутор, с. Паниковец, д. Приречье, д. Семичастное, д. Чернышевка                                   |
| Голиковский           | 42 221 820 | 3                        | Голиково               | с. Голиково, с. Задонье, п.Задоньевский |
| Елецкий               | 42 221 824 | 6                        | Елецкий                | п. Елецкий, с.Аргамач-Пальна, д. Касимовка, д. Ламская, д. Михайловка, д. Трубицино                                                                            |
| Казацкий              | 42 221 828 | 3                        | Казаки                 | с. Казаки, д. Александровка, д. Березовка |
| Колосовский           | 42 221 832 | 6                        | Талица                 | с. Талица, д. Алексеевка, д. Ивановка, д. Колосовка, д. Поповка, д. Суворовка                                                                                  |
| Лавский               | 42 221 836 | 2                        | Лавы                   | с. Лавы, д. Казинка |
| Малобоевский          | 42 221 840 | 10                       | Малая Боевка           | д. Малая Боевка, д. Васильевка, д. Дерновка, д. Ильинка, д. Нетсево, д. Петровские Круги, д. Рудневка, д. Рябинка, д. Сосенка, д. Успенка                      |
| Нижневоргольский      | 42 221 844 | 10                       | Ключ Жизни             | п. Ключ Жизни, д. Аксенкино, п. Газопровод, д. Дерновка, д. Дмитриевка, п. Красный Куст, с.Нижний Воргол, п. Пажень, д. Пажень, с. Ольховец                    |
| Пищулинский           | 42 221 848 | 7                        | Хмелинец               | д. Хмелинец, д. Белевец, п. Красный Октябрь, с. Пищулино, с. Рогатово, д. Сазыкино, ж/д станция Телегино                                                       |
| Сокольский            | 42 221 850 | 6                        | Соколье                | п. Соколье, д. Аркатово, д. Лукошкино, д. Черкасские Дворики, д. Чибисовка, д.Малая Суворовка                                                                  |
| Федоровский           | 42 221 852 | 8                        | Каменское              | с. Каменское, д. Барановка, д. Гудаловка, д. Зыбинка, д. Ивановка, п. Красный Октябрь, д. Танеевка, ж/д станция Хитрово                                        |
| Черкасский            | 42 221 856 | 2                        | Черкассы               | с. Черкассы, с. Ериловка |

### Задонский район
Задонский район включает в себя:
- 1 город районного подчинения (городское поселение)
- 17 сельсоветов (сельских поселений)
- 121 населённый пункт

| Сельсовет (поселение) | Код ОКАТО  | Число населённых пунктов | Административный центр | Населённые пункты |
| --------------------- | ---------- | ------------------------ | ---------------------- | --- |
| город Задонск         | 42 224 501 | 1                        | Задонск                | г.Задонск |
| Болховской            | 42 224 804 | 7                        | Болховское             | с. Болховское, д. Апухтино, д. Барымовка, д. Колодезная, д. Ливенская, д. Малое Панарино, д. Миролюбовка                                                                            |
| Бутырский             | 42 224 808 | 2                        | Бутырки                | с. Бутырки, д. Синявка |
| Верхнеказаченский     | 42 224 812 | 5                        | Верхнее Казачье        | с. Верхнее Казачье, с. Нижнее Казачье, д. Тешевка, с. Тюнино, с. Уткино |
| Верхнестуденецкий     | 42 224 816 | 7                        | Верхний Студенец       | с. Верхний Студенец, д. Дмитриевка, д. Казинка, с. Казино, с. Никольское, д. Софиевка, д. Степановка                                                                                |
| Гнилушинский          | 42 224 820 | 4                        | Гнилуша                | с. Гнилуша, д. Даньшино, д. Новая Воскресеновка, д. Старая Воскресеновка |
| Донской               | 42 224 824 | 9                        | Донское                | с. Донское, д. Анненка, д. Галичья Гора, ж/д ст. Дон, п. Донской Рудник, п. Лукошкинский, д. Матюшкино, д. Новоселье, ж/д ст. Патриаршая                                            |
| Калабинский           | 42 224 828 | 7                        | Калабино               | с. Калабино, с. Архангельское, д. Карлова Гора, д. Котлеевка, д. Лозовая, д. Рублёвка, д. Семёновка                                                                                 |
| Каменский             | 42 224 832 | 10                       | Каменка                | с. Каменка, д. Алексеевка, д. Большое Панарино, д. Борки, д. Затишье, д. Крюково, д. Локтево, с. Паниковец, д. Туляны, д. Успеновка                                                 |
| Камышевский           | 42 224 836 | 11                       | Камышевка              | с. Камышевка, д. Алексеевка, д. Заречный Репец, д. Знобиловка, д. Марьино, д. Немерзь, д. Поповка, с. Репец, д. Страховка, д. Шубинка, д. Южевка                                    |
| Кашарский             | 42 224 840 | 5                        | Кашары                 | с. Кашары, с. Мирное, д. Нечаевка, д. Проходня, д. Сергиевка |
| Ксизовский            | 42 224 844 | 6                        | Ксизово                | с. Ксизово, с. Балахна, с. Замятино, д. Засновка, д. Мухино, д. Соловьёвка |
| Ольшанский            | 42 224 848 | 11                       | Освобождение           | п,. Освобождение, д. Алексеевка, д. Бехтеевка, д. Гудовка, с. Дегтевое, д. Заря, д. Новопокровка, с. Ольшанец, д. Петрово, д. Писаревка, с. Сцепное                                 |
| Рогожинский           | 42 224 850 | 4                        | Рогожино               | с. Рогожино, д. Веселое, с. Ржавец, с. Черниговка |
| Скорняковский         | 42 224 852 | 11                       | Скорняково             | с. Скорняково, с. Гагарино, с. Донское Первое, с. Донское Второе, с. Калинино, д. Лашина Дача, д. Лебедево, п. Мирный, с. Тростяное, д. Фаустово, д. Чёрный Колодезь                |
| Тимирязевский         | 42 224 856 | 6                        | Тимирязев              | п. Тимирязев, д. Владимировка, д. Вороново, д. Крутой Верх, д. Секретаровка, п. Улусарка                                                                                            |
| Хмелинецкий           | 42 224 860 | 12                       | Хмелинец               | с. Хмелинец, д. Бехтеевка, д. Колесово Первое, д. Колесово Второе, п. Колодезское, д. Ленинка, с. Липовка, д. Невежеколодезное, д. Нечаево, д. Павловка, д. Полибино, д. Студеновка |
| Юрьевский             |            | 5                        | Яблоново               | с. Яблоново, с. Алисово, д. Знаменка, с. Нережа, с. Юрьево |

### Измалковский район
Измалковский район включает в себя:
- 13 сельсоветов (сельских поселений)
- 85 сельских населённых пунктов

| Сельсовет (поселение) | Код ОКАТО  | Число населённых пунктов | Административный центр | Населённые пункты |
| --------------------- | ---------- | ------------------------ | ---------------------- | --- |
| Афанасьевский         | 42 227 804 | 14                       | Афанасьево             | с. Афанасьево, с. Асламово, д. Бараново, с. Власово, д. Галинка, д. Денисово, д. Иваницкое-Троицкое, д. Казеево, д. Лобановка, д. Матвеевка, д. Мезиново, д. Редькино, д. Сахаровка, д. Ясенок Первый |
| Васильевский          | 42 227 808 | 10                       | Васильевка             | с. Васильевка, д. Бахтияровка, д. Жадовка, с. Знаменское, д. Лутовиновка, д. Майоровка, д. Мокрый Семенек, д. Прилепы, д. Ромашковка, д. Сухой Семенек |
| Домовинский           | 42 227 812 | 7                        | Мягкое                 | с. Мягкое, д. Барановка, с. Домовины, д. Курасовка, д. Марково, д. Тетеринка, д. Чаплыгино |
| Измалковский          | 42 227 816 | 10                       | Измалково              | с. Измалково, д. Воргол, с. Жилое, д. Казаковка, д. Метелкино, д. Мульгино, с. Предтечево, д. Ребриково, д. Стаханово, д. Субботино |
| Лебяженский           | 42 227 820 | 21                       | Лебяжье                | с. Лебяжье, д. Бандуровка, д. Вязьма, д. Заречье-Александровка, п. Заря, д. Ивановка, д. Квитки, д. Колосовка, д. Новая, д. Островки, д. Осиново, п. Первомайский, с.Полевые Локотцы, д. Поныровка, п. Рассвет, х. Семенецкий, д. Уварово-Гулидовка, д. Ульяновка, д. Шараповка, д. Щербачевка, д. Языково                                                                      |
| Петровский            | 42 227 824 | 23                       | Ясенок                 | д. Ясенок, д. Архангельское Первое, д. Архангельское Второе, д. Ачкасова, д. Васильевка, д. Дубки, д. Ивановка, д. Калиновка, д. Каменка, д. Кошкино, д. Кудияровка Первая, д. Кудияровка Вторая, ж/д ст. Лопатино, д. Николаевка, д. Никольское, д. Никольское Второе, д. Панкратовка, с. Петровское, д. Пироговка, п. Привольный, д. Сосновая, д. Фёдоровка, д. Ясенок Второй |
| Пономаревский         | 42 227 828 | 5                        | Недоходовка            | д. Недоходовка, д. Знаменка, с. Пожарово, с. Пономарево, с. Черник |
| Преображенский        | 42 227 832 | 14                       | Преображение           | с. Преображение, п. Заречье, х.им. Ленина, д. Луговая, д. Малая Чернава, д. Муромцево, д. Николаевка, с. Оберец, д. Павловка, д. Преображенка, д. Пушечниково, д. Сергиевка, д. Снежково, х. Черных |
| Пречистенский         | 42 227 836 | 6                        | Быково                 | с. Быково, д. Бережки, с. Гниловоды, с. Пречистено, д. Слобода-Заречье, д. Хухлова |
| Пятницкий             | 42 227 840 | 2                        | Пятницкое              | с. Пятницкое, с. Черкасская |
| Ровенский             | 42 227 844 | 3                        | Ровенка                | с. Ровенка, п. Володарского, д. Шереметьево |
| Слободской            | 42 227 848 | 2                        | Слобода                | с. Слобода, с. Чермошное |
| Чернавский            | 42 227 852 | 4                        | Чернава                | с. Чернава, х. Бухолдино, д. Сергиевка, с. Троицкое |

### Краснинский район
Краснинский район включает в себя:
- 8 сельсоветов (сельских поселений)
- 87 сельских населённых пунктов

| Сельсовет (поселение) | Код ОКАТО  | Число населённых пунктов | Административный центр | Населённые пункты |
| --------------------- | ---------- | ------------------------ | ---------------------- | --- |
| Александровский       | 42 230 804 | 16                       | Краснинский            | п. Краснинский, д. Александровка, с. Бредихино, д. Васильевка, д. Выглядовка, д. Дмитриевка, д. Знаменка, д. Казачье, д. Клевцово, д. Корытное Второе, д. Красная Половина, д. Лысовка, д. Николаевка, д. Рогово, д. Скороварово Первое, д. Скороварово Второе  |
| Гудаловский           | 42 230 808 | 7                        | Гудаловка              | с. Гудаловка, с. Архангельское, д. Дворики, д. Колодезское, д. Лаухино, д. Лукошкино, д. Морево |
| Дрезгаловский         | 42 230 812 | 5                        | Верхнедрезгалово       | с. Верхнедрезгалово, д.Засосенка, д. Корытное, с. Нижнедрезгалово, с. Покровка |
| Ищеинский             | 42 230 816 | 10                       | Ищеино                 | с. Ищеино, д. Брянцево, д. Верхнее Брусланово, д. Новая, д. Свободная, д. Толбузино, с.Сергиевское Первое, с.Сергиевское Второе, д. Смородиновка, с. Яковлево                                                                                                   |
| Краснинский           | 42 230 820 | 16                       | Красное                | с. Красное, д. Бредихино, д. Дегтевая, д. Дерновка, д. Епанчино, д. Жуково, д. Ильинка, д. Каменка, д. Лимовая, д. Лутошкино, д. Машенино, д. Переверзево, д. Подкрасное, с. Рождество, д. Талица, с. Хрущево                                                   |
| Сотниковский          | 42 230 832 | 18                       | Сотниково              | с. Сотниково, д. Выползово, д. Гололобово, д.Жаркий Верх, с. Мокрое, д. Половнево, д. Ратманово, д. Сапрыкино, д. Солнцево, д. Федянино, с. Пятницкое, д. Заовражное, д. Ивановка Первая, д. Красная Первая, д. Малинки, д. Мамоново, д. Монаенки, д. Щербаково |
| Суходольский          | 42 230 836 | 8                        | Решетово-Дуброво       | с.Решетово-Дуброво, д. Александровка, д. Екатериновка, д. Лысовка, с. Никольское, д. Сапрычка, д.Сотниковские Выселки, с. Суходол |
| Яблоновский           | 42 230 840 | 7                        | Яблоново               | с. Яблоново, п. Волтовский, п. Донской, п. Лески, д. Малотроицкое, д. Марьино, с. Отскочное |

Законом Липецкой области от 24 декабря 2010 года № 459-ОЗ, с 11 января 2011 года объединены сельские поселения:
- Ищеинский и Сергиевский сельсоветы в сельское поселение Ищеинский сельсовет;
- Сотниковский и Пятницкий сельсоветы в сельское поселение Сотниковский сельсовет.

### Лебедянский район
Лебедянский район включает в себя:
- 1 город районного подчинения (городское поселение)
- 15 сельсоветов (сельских поселений)
- 89 сельских населённых пунктов

| Сельсовет (поселение) | Код ОКАТО  | Число населённых пунктов | Административный центр | Населённые пункты |
| --------------------- | ---------- | ------------------------ | ---------------------- | --- |
| город Лебедянь        | 42 233 501 | 1                        | Лебедянь               | г. Лебедянь |
| Агрономовский         | 42 233 804 | 4                        | Агроном                | п. Агроном, с. Губино, д. Сибильда, д.Яблоновая Голова                                                                                       |
| Большеизбищенский     | 42 233 808 | 3                        | Большие Избищи         | с.Большие Избищи, с. Михайловка, с. Мокрое                                                                                                   |
| Большепоповский       | 42 233 812 | 8                        | Большое Попово         | с.Большое Попово, д. Волотовские Дворики, д. Волотовские Озерки, д. Калиновка, д. Красивая Меча, п. Сахарного Завода, с. Тёплое, д. Хмелёвка |
| Волотовский           | 42 233 816 | 3                        | Волотово               | с. Волотово, д. Васильевка, с.Черепянь |
| Вязовский             | 42 233 820 | 9                        | Вязово                 | с. Вязово, д. Вязова Вершина, д. Дубинино, д. Зуево, д. Покровка, д. Пробуждение, с. Сезеново, д. Сезеново Первое, с. Сурки                  |
| Докторовский          | 42 233 824 | 2                        | Докторово              | с. Докторово, с.Каменная Лубна |
| Кузнецкий             | 42 233 828 | 8                        | Красновка              | д. Красновка, д. Малые Иншаки, д. Надеждино, сл.Пушкаро-Кладбищенская, с. Старое Ракитино, д. Томилино, с. Хорошовка, д. Калиновка           |
| Куйманский            | 42 233 832 | 5                        | Куймань                | с.Куймань, д. Андреевка, с.Павелка, с. Павловское, с. Грязновка                                                                              |
| Куликовский           | 42 233 836 | 7                        | Куликовка Вторая       | с. Куликовка Вторая, с. Донские Избищи, д. Дубровка, д. Ключи, д. Куликовка Первая, д. Парлово, д. Степановка                                |
| Ольховский            | 42 233 840 | 5                        | Ольховец               | с. Ольховец, с. Новое Ракитино, с. Романово, д. Селище, п. Тихий Дон                                                                         |
| Покрово-Казацкий      | 42 233 848 | 5                        | Покрово-Казацкая       | сл.Покрово-Казацкая, д. Бобыли, с. Крутое, сл.Покрово-Инвалидная, д. Семицкое                                                                |
| Слободской            | 42 233 852 | 8                        | Слободка               | сл. Слободка, д. Васильевская Пустошь, п. Калининский, д. Медведево, д. Мочилки, д. Новый Копыл, д. Петровские Выселки, с. Старый Копыл      |
| Троекуровский         | 42 233 860 | 8                        | Троекурово             | с. Троекурово, д.Катениха, с. Курапово, д. Савинки, с. Троекурово Второе, д.Иншаковка, д. Нижнебрусланово, с. Тютчево                        |
| Шовский               | 42 233 864 | 6                        | Шовское                | с.Шовское, п. Инициатор, п. Искра, д. Картавцево, д. Кочетовка, п. Культура                                                                  |
| Яблоневский           | 42 233 868 | 7                        | Яблонево               | с. Яблонево, д. Бибиково, д. Большой Верх, д. Буравцева, д. Осиново, п. Стрельниковский, д. Хрущёвка                                         |

### Лев-Толстовский район
Лев-Толстовский район включает в себя:
- 10 сельсоветов (сельских поселений)
- 44 населённых пункта

| сельсовет (поселение) | Код ОКАТО  | Число населённых пунктов | Административный центр   | Населённые пункты                                                                                    |
| --------------------- | ---------- | ------------------------ | ------------------------ | --- |
| Гагаринский           | 42 236 804 | 3                        | Гагарино                 | с. Гагарино, д. Бычки, с. Зыково                                                                     |
| Домачевский           | 42 236 808 | 4                        | Домачи                   | с. Домачи, с. Большая Карповка, д. Малая Карповка, с. Орловка                                        |
| Знаменский            | 42 236 812 | 7                        | Знаменское               | с. Знаменское, с. Барятино, п. Красный, д. Малая Знаменка, с. Племянниково, с. Свищевка, с. Срезнево |
| Лев-Толстовский       | 42 236 551 | 1                        | Лев Толстой              | пгт Лев Толстой                                                                                      |
| Новочемодановский     | 42 236 820 | 6                        | Новочемоданово           | с. Новочемоданово, с. Митягино, ст. Митягино, д. Озерки, с. Ильинка, с. Николаевка                   |
| Октябрьский           | 42 236 824 | 5                        | п. свх им. Льва Толстого | п. свх им. Льва Толстого, с. Астапово, д. Грязновка, с. Красное Колычево, с. Сланское                |
| Остро-Каменский       | 42 236 828 | 4                        | Золотуха                 | с. Золотуха, д. Котовка, с. Круглое, с. Острый Камень                                                |
| Первомайский          | 42 236 832 | 6                        | Первомайское             | с. Первомайское, с. Кузовлёво, п. Демкинский, д. Кузьминка, п. Тихий Дон, п. Чечёрский               |
| Топовский             | 42 236 836 | 5                        | Топки                    | с. Топки, с. Гагино, д. Денисьево, с. Загрядчино, д. Кордюки                                         |
| Троицкий              | 42 236 840 | 3                        | Троицкое                 | с. Троицкое, д. Вишенки, с. Головинщино                                                              |

Законом Липецкой области от 25 мая 2009 года № 274-ОЗ сельские поселения Первомайский и Кузовлевский сельсоветы объединены с 10 июня 2009 года в сельское поселение Первомайский сельсовет.
Законом Липецкой области от 25 мая 2009 года № 275-ОЗ сельские поселения Новочемодановский и Ильинский сельсоветы объединены с 10 июня 2009 года в сельское поселение Новочемодановский сельсовет.

### Липецкий район
Липецкий район включает в себя:
- 21 Сельское поселение
- 86 сельских населённых пунктов

| Сельсовет (поселение) | Код ОКАТО  | Число населённых пунктов | Административный центр | Населённые пункты |
| --------------------- | ---------- | ------------------------ | ---------------------- | --- |
| Большекузьминский     | 42 240 804 | 1                        | Большая Кузьминка      | с.Большая Кузьминка |
| Боринский             | 42 240 808 | 1                        | Боринское              | с.Боринское |
| Васильевский          | 42 240 812 | 3                        | Васильевка             | с. Васильевка, с. Алексеевка, с. Александровка                                                                               |
| Введенский            | 42 240 816 | 5                        | Ильино                 | с. Ильино, с. Введенка, с. Воскресеновка, с. Никольское, с. Ситовка                                                          |
| Вербиловский          | 42 240 820 | 1                        | Вербилово              | с. Вербилово |
| Грязновский           | 42 240 824 | 1                        | Грязное                | с. Грязное |
| Ивовский              | 42 240 828 | 8                        | Ивово                  | с.Ивово, д.Александрово-Жуково, д.Куйманы, д.Попова-Ляда, д. Рогачевка, п. Розы Люксембург, д. Слободка, д.Спасское Чириково |
| Косыревский           | 42 240 832 | 6                        | Бруслановка            | д.Бруслановка, д. Ключики, с.Косырёвка, д. Кулешовка, х. Пашков, с.Плоская Кузьминка                                         |
| Круто-Хуторской       | 42 240 836 | 3                        | Крутые Хутора          | с.Крутые Хутора, д. Соловьёвка, с.Студёные Хутора                                                                            |
| Кузьмино-Отвержский   | 42 240 840 | 7                        | Кузьминские Отвержки   | с.Кузьминские Отвержки, д. Давыдовка, д. Дареновка, д.Копцевы Хутора, д. Малашевка, д.Студёные Выселки, с.Тюшевка            |
| Ленинский             | 42 240 844 | 4                        | Троицкое               | с. Троицкое, с. Елецкое, с. Ленино, с. Пады                                                                                  |
| Лубновский            | 42 240 848 | 4                        | Сухая Лубна            | с.Сухая Лубна, с. Варваринка, п. Красный Октябрь, д. Яковлевка                                                               |
| Новодеревенский       | 42 240 852 | 3                        | Новая Деревня          | д. Новая Деревня, с.Вешаловка, д. Тужиловка                                                                                  |
| Новодмитриевский      | 42 240 856 | 7                        | Новодмитриевка         | с. Новодмитриевка, с.Варваро-Борки, д. Дикопорожье, д. Елизаветино, д. Ивановка, д. Каширка, с.Отверг-Студенец               |
| Падовский             | 42 240 860 | 4                        | Пады                   | с. Пады, с. Крутогорье, п. Первое Мая, п. Степец                                                                             |
| Пружинский            | 42 240 864 | 3                        | Пружинки               | с.Пружинки, д. Красное, д. Ольгино                                                                                           |
| Сенцовский            | 42 240 868 | 6                        | Сенцово                | с. Сенцово, д. Кузьминка, д. Новониколаевка, д.Тынковка, д. Фёдоровка, д. Яковлевка                                          |
| Стебаевский           | 42 240 872 | 9                        | Стебаево               | с.Стебаево, с.Архангельские Борки, д. Гудовка, с. Круглое, д. Лозы, с. Маховище, с. Никольское, д. Долгая, с. Черёмушки      |
| Сырский               | 42 240 876 | 3                        | Сырское                | с.Сырское, с. Подгорное, с. Хрущёвка                                                                                         |
| Тележенский           | 42 240 880 | 3                        | Тележенка              | с. Тележенка, д. Ивановка, д. Хорошевка                                                                                      |
| Частодубравский       | 42 240 884 | 4                        | Частая Дубрава         | с. Частая Дубрава, с. Терновое, с.Товаро-Никольское, д. Ясная Поляна                                                         |

### Становлянский район
Становлянский район включает в себя:
- 18 сельсоветов (сельских поселений)
- 119 сельских населённых пунктов

| Сельсовет (поселение) | Код ОКАТО  | Число населённых пунктов | Административный центр | Населённые пункты |
| --------------------- | ---------- | ------------------------ | ---------------------- | --- |
| Георгиевский          | 42 242 804 | 9                        | Паленка                | д.Палёнка, с. Георгиевское, с. Глебовка, п.им. Димитрова, д. Лимовое, с. Покровское, д. Поряхино, д. Подгорная, д. Филёнки                                                |
| Грунино-Воргольский   | 42 242 808 | 2                        | Грунин Воргол          | с. Грунин Воргол, д. Лаухино |
| Кирилловский          | 42 242 812 | 5                        | Кириллово              | с. Кириллово, д. Арсентьево, д. Баевка, с. Злобино, д. Тиньково |
| Красно-Полянский      | 42 242 816 | 6                        | Самохваловка           | с. Самохваловка, д. Берёзовая Роща, д. Бродки, с. Калиновка, с.Красная Пальна, д. Сухинино                                                                                |
| Ламской               | 42 242 820 | 8                        | Ламское                | с. Ламское, д. Кличено Заречье, п. Карабановский, п. Казанский, д. Ламская, с. Лабынцево, с. Спасское, п. Ханинский                                                       |
| Лесно-Локотецкий      | 42 242 824 | 11                       | Барсуково              | д. Барсуково, д. Бекетовка, д. Большие Бутырки, д. Брусенцево, д. Волынское, п. Воскресеновский, с. Кличено, д. Малые Бутырки, д. Мещерка, д. Травинка, д. Лесные Локотцы |
| Лукьяновский          | 42 242 828 | 10                       | Лукьяновка             | д. Лукьяновка, ж/д ст. Бабарыкино, д. Журавлёвка, д. Коляевка, д.Кропотово-Лермонтово, д. Липовка, д. Мценка, д. Новоселки, д. Реневка, д. Чернолесье                     |
| Михайловский          | 42 242 832 | 11                       | Толстая Дубрава        | д.Толстая Дубрава, д. Алексеевка, д. Александровка, д. Большой Лотошок, д. Гора, д. Ламская, д. Малый Лотошок, д. Михайловка, с. Новоспасское, с. Семенек, п. Широкий     |
| Огнёвский             | 42 242 836 | 5                        | Плоты                  | с. Плоты, д. Новиково, д. Огнёвка, д. Озерки, п. Светлый |
| Островский            | 42 242 840 | 9                        | Берёзовка              | с. Березовка, с. Веригино, д. Карповка, д. Ключики, д. Новоселки, д. Островки-Заречье, д. Островки, д. Пахомовка, д. Товарково                                            |
| Пальна-Михайловский   | 42 242 844 | 6                        | Пальна-Михайловский    | п.Пальна-Михайловский, д. Алексеевка, д. Белевец, д. Морская, с.Пальна-Михайловка, д. Трегубово                                                                           |
| Петрищевский          | 42 242 848 | 9                        | Дмитриевка             | с. Дмитриевка, д. Жилое, д. Каменка-Бунино, д. Озёрки, д. Петрищево, д. Польское, д. Поповка, д. Сергеевка, д. Целыковка                                                  |
| Становлянский         | 42 242 852 | 2                        | Становое               | с. Становое, п. Дружба |
| Соловьёвский          | 42 242 856 | 4                        | Соловьево              | с. Соловьево, д. Бутырки, д. Маслово, д. Слободка |
| Телегинский           | 42 242 860 | 7                        | Тростное               | с. Тростное, д. Агеевка, д. Новоалександровка, д. Поддолгое, д. Подхорошее, д. Субочево, с. Телегино                                                                      |
| Успенский             | 42 242 864 | 6                        | Чернолес               | с. Чернолес, д. Большие Выселки, д. Елизаветовка, д. Малые Выселки, д. Уваровка, с. Успенское                                                                             |
| Чемодановский         | 42 242 866 | 4                        | Чемоданово             | д. Чемоданово, д. Вишнёвая, д. Глумово, д. Шевяковка |
| Ястребиновский        | 42 242 868 | 5                        | Яркино                 | д. Яркино, д. Григоровка, д. Климентьево, д. Крутое, д. Ястребин Колодезь                                                                                                 |

### Тербунский район
Район включает в себя:
- 15 сельсоветов (сельских поселений)
- 74 сельских населённых пункта

| Сельсовет (поселение) | Код ОКАТО  | Число населённых пунктов | Административный центр | Населённые пункты |
| --------------------- | ---------- | ------------------------ | ---------------------- | --- |
| Берёзовский           | 42 245 804 | 6                        | Берёзовка              | с. Берёзовка, д. Воейково, д. Ивановка, д. Киреевка, д. Олымовка, д. Становляновка |
| Большеполянский       | 42 245 808 | 3                        | Большая Поляна         | с. Большая Поляна, с. Красная Поляна, с. Малиновая Поляна |
| Борковский            | 42 245 812 | 5                        | Борки                  | с. Борки, д. Алёшки, д. Апросимовка, д. Апухтино, д. Плотки |
| Висло-Полянский       | 42 245 820 | 3                        | Вислая Поляна          | с.Вислая Поляна, с. Дуброво, д. Юрасовка, д. Ивановка (нежил.) |
| Зареченский           | 42 245 824 | 4                        | Заречное               | с. Заречное, д. Секирино, д. Усть-Юрское, д. Шпейнарка |
| Казинский             | 42 245 828 | 3                        | Казинка                | с. Казинка, д. Михайловка, д. Никольское |
| Кургано-Головинский   | 42 245 832 | 12                       | Марьино-Николаевка     | с.Марьино-Николаевка, д. Александровка, д. Богатые Плоты, д. Ивановка, д. Кургано-Головино, д. Киреевка, д. Курганка, с. Курганка, д. Малая Киреевка, д. Новая Каменка, д. Ольшанка Вторая, д. Петропавловка |
| Новосильский          | 42 245 840 | 2                        | Новосильское           | с. Новосильское, д. Вершина |
| Озёрский              | 42 245 844 | 2                        | Озёрки                 | с. Озёрки, с. Каменка |
| Покровский            | 42 245 848 | 3                        | Покровское             | с. Покровское, д. Грязновка, д. Давыдовка |
| Солдатский            | 42 245 852 | 4                        | Солдатское             | с. Солдатское, д. Петровское, д. Русовка, д. Языково |
| Тербунский            | 42 245 858 | 11                       | Тербуны                | с.Тербуны, д. Васильевка, д. Даниловские Выселки, д. Илюхино, д. Лобановка, д. Малые Борки, д. Набоково, с. Нагорное, д. Плехановка, д. Прудки, д. Синий Камень                                              |
| Тербунский Второй     | 42 245 860 | 4                        | Вторые Тербуны         | с. Вторые Тербуны, с. Бурдино, с. Яковлево, д. Островок |
| Тульский              | 42 245 864 | 8                        | Тульское               | с. Тульское, х. Дроновка, д.Засосная, д. Каменка, д. Орловка, п. Райский, д. Спасская, с.Хутор-Берёзовка |
| Урицкий               | 42 245 868 | 5                        | Урицкое                | с. Урицкое, д. Барышниково, д. Даниловка, д. Дубровка, д. Князевка |

Законом Липецкой области от 7 июня 2008 года № 164-ОЗ сельские поселения Тербунский и Нагорнинский сельсоветы объединены с 14 июля 2008 года в сельское поселение Тербунский сельсовет.
Законом Липецкой области от 7 июня 2008 года № 165-ОЗ сельские поселения Тербунский Второй, Яковлевский и Бурдинский сельсоветы объединены с 14 июля 2008 года в сельское поселение Тербунский Второй сельсовет.

### Усманский район
Усманский район включает в себя:
- 1 город районного подчинения (городское поселение)
- 24 сельсоветов (сельских поселений)
- 61 населённый пункт

| Сельсовет (поселение) | Код ОКТМО  | Число населённых пунктов | Административный центр | Населённые пункты                                                                                       |
| --------------------- | ---------- | ------------------------ | ---------------------- | --- |
| город Усмань          | 42 248 501 | 1                        | Усмань                 | г.Усмань                                                                                                |
| Березняговский        | 42 248 804 | 2                        | Березняговка           | с.Березняговка, д. Озерки                                                                               |
| Боровский             | 42 248 808 | 1                        | Боровое                | с. Боровое                                                                                              |
| Бреславский           | 42 248 812 | 3                        | Бреславка              | с.Бреславка, с. Екатериновка, с. Петровка                                                               |
| Верхне-Мосоловский    | 42 248 816 | 2                        | Верхняя Мосоловка      | с.Верхняя Мосоловка, с.Нижняя Мосоловка                                                                 |
| Грачевский            | 42 248 820 | 1                        | Грачевка               | с. Грачевка                                                                                             |
| Девицкий              | 42 248 824 | 2                        | Девица                 | с. Девица, с.Новоуглянка                                                                                |
| Дмитриевский          | 42 248 828 | 4                        | Дмитриевка             | с. Дмитриевка, п. Верный Путь, с. Высокополье, с. Хлебороб                                              |
| Дрязгинский           | 42 248 832 | 3                        | Дрязги                 | п.Дрязги, с. Московка, д. Чернечки                                                                      |
| Завальновский         | 42 248 836 | 1                        | Завальное              | с.Завальное                                                                                             |
| Излегощенский         | 42 248 840 | 2                        | Излегоще               | с.Излегоще, с. Савицкое                                                                                 |
| Кривский              | 42 248 844 | 1                        | Кривка                 | с. Кривка                                                                                               |
| Крутче-Байгорский     | 42 248 848 | 1                        | Крутченская Байгора    | с.Крутченская Байгора                                                                                   |
| Куликовский           | 42 248 852 | 1                        | Куликово               | с. Куликово                                                                                             |
| Никольский            | 42 248 856 | 2                        | Никольское             | с. Никольское, д.Московка                                                                               |
| Октябрьский           | 42 248 860 | 4                        | Октябрьское            | с. Октябрьское, с. Аксай, п. Анненка, п. Мещерка                                                        |
| Пашковский            | 42 248 861 | 1                        | Пашково                | с. Пашково                                                                                              |
| Пластинский           | 42 248 862 | 4                        | Пластинки              | с. Пластинки, с. Васильевка, с. Гаршино, д. Ростовка                                                    |
| Поддубровский         | 42 248 864 | 4                        | Поддубровка            | с. Поддубровка, с.Арзыбовка, с. Демшино, с.Крутчик                                                      |
| Пригородный           | 42 248 866 | 6                        | Медовка                | с. Медовка, с.Пригородка, с.Песковатка-Казачья, с.Песковатка-Боярская, с.Стрелецкие Хутора, д.Бочиновка |
| Пушкарский            | 42 248 869 | 3                        | Куриловка              | с. Куриловка, д. Красный Кудояр, с. Пушкари                                                             |
| Сторожевской          | 42 248 872 | 4                        | Сторожевое             | с. Сторожевое, с. Красное, д. Терновка, п.совхоза «Ударник»                                             |
| Сторожевско-Хуторской | 42 248 874 | 2                        | Сторожевские Хутора    | с.Сторожевские Хутора, д. Фёдоровка                                                                     |
| Студено-Высельский    | 42 248 878 | 3                        | Никольские Выселки     | с. Никольские Выселки, д. Евсюковка, с.Студенские Выселки                                               |
| Студёнский            | 42 248 883 | 3                        | Студёнки               | с. Студёнки, с. Беляево, д.Шаршки                                                                       |

### Хлевенский район
Хлевенский район включает в себя:
- 15 сельсоветов (сельских поселений)
- 48 сельских населённых пунктов

| Сельсовет (поселение) | Код ОКАТО  | Число населённых пунктов | Административный центр | Населённые пункты                                                                                                |
| --------------------- | ---------- | ------------------------ | ---------------------- | --- |
| Верхне-Колыбельский   | 42 252 804 | 2                        | Верхняя Колыбелька     | с. Верхняя Колыбелька, д. Седелки                                                                                |
| Введенский            | 42 252 806 | 2                        | Введенка               | с. Введенка, д. Даньшино                                                                                         |
| Воробьёвский          | 42 252 808 | 1                        | Воробьевка             | с. Воробьевка |
| Ворон-Лозовский       | 42 252 812 | 3                        | Ворон-Лозовка          | с. Ворон-Лозовка, с. Вертячье, с. Трухачевка                                                                     |
| Дмитряшевский         | 42 252 816 | 5                        | Дмитряшевка            | с. Дмитряшевка, д. Аникеевка, д. Гудовка, д. Долгое, д. Муравьевка                                               |
| Елецко-Лозовский      | 42 252 820 | 1                        | Елецкая Лозовка        | с.Елецкая Лозовка                                                                                                |
| Елец-Маланинский      | 42 252 824 | 4                        | Елец-Маланино          | с. Елец-Маланино, х. Елец-Маланинский, с. Старое Дубовое, х. Старо-Дубовский                                     |
| Конь-Колодезский      | 42 252 828 | 1                        | Конь-Колодезь          | с.Конь-Колодезь                                                                                                  |
| Малининский           | 42 252 832 | 7                        | Малинино               | с. Малинино, д. Большой Мечёк, х. Горденин, д. Круглянка, д. Крутец, д. Малый Мечёк, д. Стерляговка              |
| Нижне-Колыбельский    | 42 252 834 | 4                        | Нижняя Колыбелька      | с. Нижняя Колыбелька, д. Дерезовка, д. Калина-Дубрава, д. Трещевка                                               |
| Ново-Дубовский        | 42 252 836 | 1                        | Новое Дубовое          | с.Новое Дубовое                                                                                                  |
| Отскоченский          | 42 252 840 | 2                        | Отскочное              | с. Отскочное, с. Донская Негачевка                                                                               |
| Синдякинский          | 42 252 844 | 8                        | Синдякино              | с. Синдякино, д. Воронежское Маланино, д. Знаменка, с. Курино, с. Манино, д. Нечаевка, д. Плещеево, д. Подгорное |
| Фомино-Негачевский    | 42 252 848 | 6                        | Фомино-Негачевка       | с. Фомино-Негачевка, д. Благодатное, с. Крещенка, д. Крещенские Выселки, д. Посельское, д. Средняя Долина        |
| Хлевенский            | 42 252 853 | 1                        | Хлевное                | с. Хлевное |

### Чаплыгинский район
Чаплыгинский район включает в себя:
- 1 город районного подчинения (городское поселение)
- 22 сельсоветов (сельских поселений)
- 103 сельских населённых пункта

| Сельсовет (поселение) | Код ОКАТО  | Число населённых пунктов | Административный центр | Населённые пункты |
| --------------------- | ---------- | ------------------------ | ---------------------- | --- |
| город Чаплыгин        | 42 256 501 | 1                        | Чаплыгин               | г. Чаплыгин |
| Братовский            | 42 256 804 | 5                        | Братовка               | с. Братовка, д. Воскресенское, п. Дачный, д. Никольское, д. Щербинино |
| Буховской             | 42 256 808 | 4                        | Буховое                | с. Буховое, п. Батыревский, д. Буховка, п. Калининский |
| Ведновский            | 42 256 812 | 12                       | Ведное                 | с. Ведное, д. Бутырки, д. Волково, с. Выселки, с. Дашино, п. Зареченский, д. Зорино, с. Ивановка, с. Протасьево, д. Струглево, д. Тютчево, д. Шишкино                      |
| Демкинский            | 42 256 816 | 1                        | Демкино                | с. Демкино |
| Дубовский             | 42 256 820 | 2                        | Дубовое                | с. Дубовое, п. Смычка |
| Жабинский             | 42 256 824 | 4                        | Жабино                 | с. Жабино, с. Заречье Ломовое, д. Майково, д. Садовая |
| Зенкинский            | 42 256 828 | 5                        | Зенкино                | с. Зенкино, п. Буховские Выселки, п. Добровольный, п. Тупки, с. Чечеры |
| Истобенский           | 42 256 832 | 3                        | Истобное               | с. Истобное, д. Заречная, п. Хавенка |
| Колыбельский          | 42 256 836 | 3                        | Колыбельское           | с.Колыбельское, д. Демкинские Выселки, д.Мелеховое |
| Конюшковский          | 42 256 840 | 4                        | Конюшки                | с. Конюшки, д. Конюшковские Выселки, д. Кулики, д. Троекурово |
| Кривополянский        | 42 256 844 | 1                        | Кривополянье           | с. Кривополянье |
| Лозовский             | 42 256 848 | 6                        | Лозовка                | д. Лозовка, д. Выглядовка, д. Лапоток, с. Нарышкино, д. Орловка, д. Покровка                                                                                               |
| Ломовской             | 42 256 852 | 3                        | Ломовое                | с. Ломовое, д. Большое Петелино, с. Климово |
| Люблинский            | 42 256 856 | 3                        | Топтыково              | с. Топтыково, д. Горюшки, с. Дуровщино |
| Новополянский         | 42 256 860 | 6                        | Новополянье            | с. Новополянье, п. Галкинский (нежил.), д. Майково, д. Мураевка, д. Новопавловка, д. Пасеково, д. Петелина                                                                 |
| Петелинский           | 42 256 864 | 10                       | Новое Петелино         | с. Новое Петелино, д. Архангельское, д. Борщевка, д. Борщевка Государственная, с. Горлово, д. Лисоградка, д. Новосемёновка, д. Скуратовка, с. Старое Петелино, д. Татищево |
| Пиковский             | 42 256 868 | 3                        | Пиково                 | с. Пиково, с. Журавинки, п. Заново |
| Соловской             | 42 256 872 | 2                        | Соловое                | с. Соловое, с. Солнцево |
| Троекуровский         | 42 256 876 | 6                        | Троекурово             | с. Троекурово, д. Епинетово, с. Набережное, с. Никольское, д. Руденки, д. Сторожевая                                                                                       |
| Урусовский            | 42 256 880 | 8                        | Урусово                | с. Урусово, д. Городок, с. Денисовка, д. Каревка, д. Притыкино, д. Рязанка, д. Свиридовка, ж/д ст. Урусово                                                                 |
| Шишкинский            | 42 256 884 | 7                        | Шишкино                | с. Шишкино, п. Зареченский, п. Зелёный Колодезь, п. Калиновка, д. Ольшанские Выселки, д. Ржевка, п. Рощинский                                                              |
| Юсовский              | 42 256 888 | 3                        | Юсово                  | с. Юсово, с. Большой Снежеток, с. Волхонские Выселки |

## История
Липецкая область образована 6 января 1954 года из окраинных районов Рязанской, Воронежской, Курской и Орловской областей и делилась на 34 района — Боринский, Водопьяновский, Грачёвский, Грязинский, Дмитряшевский, Добринский, Липецкий, Молотовский, Талицкий, Усманский, Хворостянский и Хлевенский (переданы из Воронежской области); Волынский, Долгоруковский, Елецкий, Задонский, Измалковский, Краснинский, Становлянский, Чернавский, Чибисовский (из Орловской области); Берёзовский, Воскресенский, Данковский, Добровский, Колыбельский, Лебедянский, Лев-Толстовский, Троекуровский, Трубетчинский, Чаплыгинский (из Рязанской области); Больше-Полянский, Воловский, Тербунский (из Курской области).
В 1956 году упразднены 6 районов — Больше-Полянский, Грачевский, Дмитряшевский, Колыбельский, Талицкий и Чибисовский. Годом позже Молотовский район переименован в Октябрьский, а Водопьяновский — в Донской.
В 1959 году упразднены 2 района — Березовский и Липецкий. Через год упразднены ещё 2 района: Хворостянский и Чернавский. В 1963 году перестали существовать Боринский, Донской, Октябрьский, Волынский, Троекуровский и Трубетчинский.
В 1963 году вместо 24 районов образовано 10 сельских районов — Данковский, Добринский, Елецкий, Задонский, Лебедянский, Липецкий, Становлянский, Тербунский, Усманский, Чаплыгинский.
В 1964 году был восстановлен Долгоруковский район. Через год восстановили Воловский, Грязинский, Добровский, Измалковский, Краснинский, Лев-Толстовский и Хлевенский районы. Это административное деление сохраняется до сих пор.